# Congreso Nacional del África Occidental Británica

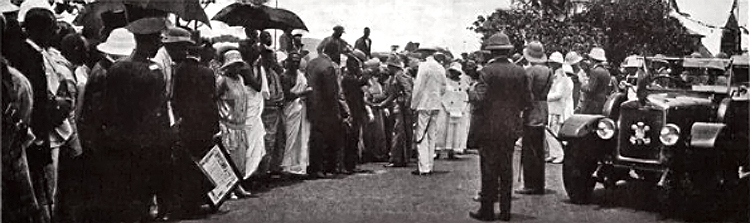
Visita de Su Alteza Real el Príncipe de Gales a la Colonia Gold Coast de 1925. El Príncipe de Gales se da la mano con los miembros de la Rama de Damas del Congreso Nacional de África Occidental Británica

El Congreso Nacional de África Occidental Británica (NCBWA), fundado en 1917, fue una de las primeras organizaciones nacionalistas de África Occidental y una de las primeras organizaciones formales que trabajaron en pro de la emancipación africana. Estaba compuesto en gran medida por una élite educada de la Costa de Oro británica, que se sintió amenazada por la incorporación de las «autoridades tradicionales» al sistema colonial. Entre los cofundadores se encontraban Thomas Hutton-Mills Sr., el primer presidente, y J. E. Casely Hayford, el primer vicepresidente. Otros cofundadores y primeros funcionarios fueron Edward Francis Small, F. V. Nanka-Bruce, A. B. Quartey-Papafio, Henry van Hien, A. Sawyerr y Kobina Sekyi.

## Fundación

### Inspiración
La idea de crear el Congreso Nacional de África Occidental Británica (NCBWA) fue concebida por primera vez en 1914 durante una conversación "entre J. E. Casely Hayford, un abogado de la Gold Coas" y "el Dr. Akinwande Savage, un médico nigeriano". Parte de la inspiración para la creación de la NCBWA en la década de 1920 fue la creciente preocupación de que los movimientos panafricanos más grandes de la época eran demasiado amplios en su ámbito de acción y no abordaban de manera adecuada las preocupaciones de los africanos occidentales. Fue este deseo de tener un alcance más consolidado para el desarrollo de los objetivos nacionalistas lo que, en parte, desencadenó la creación de la NCBWA en 1920.

### Influencias regionales
La fundación de la NCBWA se basó en el legado existente de resistencia y movimientos nacionalistas en todas las colonias del África Occidental Británica. Algunos de los movimientos de resistencia que influyeron en el desarrollo de la NCBWA fueron los del «Rey Aggrey de Cape Coast en la Gold Coast en la década de 1860» y el «Rey Kosoko de Lagos y Jaja de Opobo en el siglo XIX». Los anteriores movimientos nacionalistas que desencadenaron la creación de la NCBWA incluyeron a la Sociedad de Protección de los Derechos de los Aborígenes de la Costa Dorada (ARPS, por sus siglas en inglés) y la Confederación Fante. La NCBWA fue influenciada no solo por los movimientos nacionalistas de la región, sino también por los trabajos de estudiosos nacionalistas africanos clave en la región, como el Dr.  Africanus Beale Horton, el Dr. Edward Wilmot Blyden y John Payne Jackson.

### Influencias internacionales
El surgimiento de la NCBWA también puede contextualizarse dentro de los grandes movimientos nacionalistas internacionales de principios del siglo XX que se produjeron en nombre de los africanos y de los afrodescendientes en particular, y en nombre de los pueblos subyugados de todo el mundo en general. Algunos de los eventos internacionales que allanaron el camino para el desarrollo de la NCBWA fueron el Primer Congreso de Razas Universales de 1911, la «Conferencia Internacional sobre el Negro» de 1911, la creación de la «Unión Africana para el Progreso» y la Unión de Estudiantes de Ascendencia Africana en los Estados Unidos en 1917, y el final de la Primera Guerra Mundial.

### Motivaciones internas
A lo largo del siglo XIX, a la élite educada de África Occidental se le permitió servir como funcionarios de gobierno en toda el África Occidental Británica, porque los líderes coloniales británicos consideraban a la élite educada como aliados necesarios. Sin embargo, hacia 1902, el favor que los líderes coloniales británicos habían dado previamente a la élite africana educada comenzó a disminuir como resultado de la institución de políticas discriminatorias, como la emitida por el «Servicio Médico de África Occidental», que establecía que los africanos educados solo podían participar en el servicio si eran de ascendencia "europea".Además del uso de políticas discriminatorias, el gobierno colonial británico comenzó a excluir a los africanos occidentales educados de las posiciones de los gobiernos locales, a favor de "preservar la autoridad tradicional". Este cambio de favor se produjo en un esfuerzo por «proteger» a las poblaciones indígenas de lo que el gobierno colonial británico percibía como la tiranía de una pequeña minoría de nativos europeos educados que no tienen nada en común con los pueblos nativos, y cuyos intereses a menudo se oponen a los suyos.La creciente alienación de la élite africana educada de los líderes coloniales británicos y la creciente irritación de la élite educada en respuesta a esta alienación proporcionaron la columna vertebral para la formación de la NCBWA.

### Formación
Una combinación de influencias y motivaciones regionales, internacionales e internas culminó en la formación del Congreso Nacional del África Occidental Británica (NCBWA) en marzo de 1920.[5] La fundación del NCBWA se formalizó con su primera reunión en Acra, que reunió a participantes de Nigeria, Sierra Leona, Gambia y la Costa de Oro británica.
Durante la reunión inaugural de la NCBWA, se llegó a una serie de acuerdos, que se reproducen a continuación:
1. que la mitad de los miembros de cada uno de los Consejos Legislativos del África Occidental Británica sean elegidos africanos, y que en cada colonia haya una nueva Asamblea Legislativa compuesta por todos los miembros del Consejo Legislativo de la colonia y otros seis representantes electos, con control sobre las finanzas;[5]
2. que el gobierno municipal se desarrolle en la medida en que en cada ciudad principal de cada colonia se establezcan corporaciones con mayoría de miembros electos y con plenos poderes de gobierno local;[5]
3. que no debe haber discriminación contra los africanos en la función pública;[5]
4. que las funciones ejecutivas y judiciales deben estar separadas y que sólo "hombres jurídicos debidamente calificados y experimentados deben ocupar cargos judiciales".[5]
5. que se establezca un Tribunal de Apelación británico de África Occidental debidamente constituido.[5]
6. que ciertas ordenanzas "odiosas" y las objetables relativas a la tierra deben ser derogadas o modificadas según sea el caso;[5]
7. que se establezca una universidad de África Occidental y se introduzca la educación obligatoria en las cuatro colonias;[5]
8. que la inmigración extranjera debe ser controlada y los sirios "indeseables, repatriados";[5]
9. que la partición de los países africanos no se haga sin consultar previamente los deseos de los pueblos interesados";[5]
10. que las empresas cooperativas indígenas, que serán dirigidas por una "Asociación Cooperativa Británica de África Occidental", deben ser promovidas;[5]
11. que se establezca una prensa británica de África Occidental, con un órgano que se llamará British West African National Review, y
12. que las leyes que amenazan  la libertad de prensa deben ser derogadas;[5]

#### Influencia de los acuerdos de la NCBWA
Uno de los acuerdos alcanzados durante la primera reunión de la NCBWA, en particular el séptimo acuerdo sobre el establecimiento de una universidad de África Occidental, fue uno de los primeros ejemplos de un llamamiento a un mayor acceso a la educación superior en el África Occidental Británica y allanó el camino para un mayor diálogo con respecto a la política educativa en todas las colonias de África Occidental Británica. El cuarto acuerdo presentado por la NCBWA constituyó un paso decisivo en el rediseño de la relación entre los sistemas judiciales colonial e indígena. Específicamente, la disconformidad con el fallo de un caso conocido como el «juicio de Knowles» fue informada en parte por el cuarto acuerdo de la NCBWA y catalizó la acción por parte del gobierno colonial de Ghana para revisar el sistema judicial a fin de permitir que los acusados tuvieran derecho a un juicio por jurado y a la "asistencia de un asesor legal". Esta reforma surgió como resultado de la "crítica al sistema de justicia penal en Ashanti" publicada en el Gold Coast Independent, un periódico de la Costa Dorada a principios del siglo XX.

## Ramas de la NCBWA

### Gambia
La rama gambiana de la NCBWA se desarrolló cuando los miembros gambianos del movimiento más grande de la NCBWA se hicieron cargo de una organización existente con objetivos similares, conocida como la Gambia Native Defensive Union. La rama gambiana de la NCBWA fue conocida históricamente como el Comité Bathurst, porque Bathurst era el nombre anterior de la actual capital de Gambia, Banjul. Entre las figuras clave que formaban la rama gambiana de la NCBWA estaban Edward Francis Small, John A. Mahoney, M. S. Oldfield, J. J. Oldfield, Jatta Joof, Benjamin J. George, M. S. J. Richards, S. J. Forster, Issac J. Roberts, y L. J. Roberts, que era el presidente de la rama de Gambia.
El principal objetivo de la rama gambiana de la NCBWA era establecer con éxito una representación electa en el Gobierno de Gambia que incluyera a miembros prominentes de la élite de la sociedad gambiana, ya que la rama gambiana estaba compuesta predominantemente por miembros de la clase media criolla. Al intentar presionar para que se creara una representación electa, los miembros de la rama gambiana no pudieron determinar cuál era la mejor manera de incluir a la gran comunidad musulmana de Gambia en la representación electa que se proponían lograr. Esta incapacidad para determinar cuál era la mejor manera de incluir a la comunidad musulmana condujo a la creación de facciones internas que socavaron los esfuerzos de la rama gambiana. Otro factor que también socavó la capacidad de la rama gambiana para cumplir su programa deseado fue su incapacidad para incluir a la ciudadanía campesina más pobre en sus discusiones.
Aunque la rama gambiana de la NCBWA no logró alcanzar su objetivo de crear una «representación electa» en el gobierno colonial, la rama logró cumplir sus objetivos económicos. Con la ayuda de Edward Francis Small, el comité de Gambia pudo crear la Unión Cooperativa de Gambia para abordar algunas de sus preocupaciones económicas.
El declive de la rama gambiana de la NCBWA se produjo como resultado del desacuerdo de los miembros del gobierno colonial de Gambia en cuanto a la legitimidad de la necesidad de un gobierno representativo en la colonia. Además, los miembros del gobierno colonial creían que la élite gambiana que formaba la rama gambiana era de origen sierraleonés y, por lo tanto, no podía hablar eficazmente en nombre de los ciudadanos de Gambia.

### Nigeria
La rama nigeriana de la NCBWA fue históricamente conocida como el «Comité de Lagos». Antes del establecimiento formal de la rama de Lagos de la NCBWA, hubo varias conversaciones entre la élite política de Lagos para obtener un mayor apoyo para el movimiento. Algunos de los miembros principales del comité original en Lagos incluyeron al Dr. Richard Akinwande Savage, el Dr. John K. Randle y J. G. Campbell. El apoyo de los miembros de la comunidad musulmana fue crucial para el desarrollo del esfuerzo de la NCBWA en Lagos y, por lo tanto, "Karimu Kotun, uno de los influyentes musulmanes de Lagos, fue nombrado Subsecretario"  Este comité inicial tuvo dificultades para trabajar eficazmente porque el Dr. Savage y el Dr. Randle tenían quejas personales. Como resultado de las diferencias irreconciliables entre el Dr. Savage y el Dr. Randle, se formó un nuevo comité con vínculos más amplios en toda Nigeria. En un esfuerzo por ampliar el alcance de la rama de Lagos de la NCBWA, los miembros del nuevo comité trataron de incluir a miembros de las estructuras de gobierno tradicionales, tales como Obas and Chiefs.
La sucursal de Lagos de la NCBWA se estableció formalmente el 21 de junio de 1920. Durante la primera reunión de la recién creada Sucursal de Lagos de la NCBWA, los miembros del comité decidieron "establecer sucursales del Congreso en diferentes partes de Nigeria". Otra reunión importante de la recién formada sucursal de Lagos de la NCBWA tuvo lugar el 16 de octubre de 1920. Durante esta segunda reunión, se aprobaron tres resoluciones que ayudaron a delinear el alcance del trabajo de la rama de Lagos de la NCBWA, a determinar la metodología para asegurar fondos para la organización, y a dar apoyo a los miembros de la rama de Lagos que habían sido enviados a Inglaterra con otros miembros de otras ramas de la NCBWA para servir como representantes del pueblo de Lagos.

### Sierra Leona
Los momentos cruciales en el desarrollo de la rama sierraleonesa de la NCBWA fueron las reuniones que se convocaron el 29 de abril de 1918 y el 6 de mayo de 1918. La primera reunión en abril fue crítica porque ayudó a establecer los objetivos deseados de una «Conferencia de África Occidental», en particular que dicha conferencia reuniera a las colonias de África Occidental y diera voz a las preocupaciones de los pueblos de África Occidental. La segunda reunión en mayo fue notable por su articulación de la dirección de la rama sierraleonesa de la NCBWA, que estaba compuesta por 42 miembros de varios contingentes de la élite de África Occidental.
La rama sierraleonesa de la NCBWA fue creada formalmente en febrero de 1919. Este comité recién formado asistió posteriormente a una reunión de la NCBWA más grande y matriz en Acra Las contribuciones de la delegación de Sierra Leona a la conferencia de Acra incluyeron recomendaciones "para la mejora de los servicios médicos en las colonias", así como llamamientos a la "expulsión de los libaneses", a quienes se consideraba "una minoría económicamente fuerte y extranjera".
Después de la primera reunión de los miembros de todas las filiales de la NCBWA en Acra, Ghana, la segunda conferencia de la NCBWA se celebró en Freetown, Sierra Leona, en 1923. Durante esta reunión, los miembros del Congreso discutieron reformas constitucionales, el desarrollo de una «Corte de Apelaciones de África Occidental», reformas médicas, y el desarrollo de una prensa de África Occidental.[3].
A lo largo de la duración de la sección de Sierra Leona de la NCBWA, se plantearon preguntas sobre la formación del Congreso, con especial preocupación por el grado en que las intenciones de las élites fundadoras del movimiento del Congreso en Sierra Leona coincidían con las preocupaciones de los pueblos indígenas de la colonia. Algunos miembros del gobierno colonial también temían que el Congreso de Sierra Leona fuera "demasiado grande y grandioso", y debido a esta "grandiosidad" habría dificultades para conseguir los fondos que se necesitarían para sostener el Congreso. A pesar de estas preocupaciones, la rama sierraleonesa de la NCBWA superó a sus contrapartes en Nigeria, la Costa Dorada y Gambia en unos 10 años, terminando oficialmente a finales de la década de 1940.

## Legado

### Interacciones internacionales

#### Londres
Tras una conferencia de la NCBWA celebrada en marzo de 1920 en Acra, dos miembros de cada una de las sucursales de la NCBWA fueron a Londres en septiembre de 1920. El objetivo de esta reunión era obtener el reconocimiento formal del Rey de Inglaterra por las resoluciones que la NCBWA había acordado en Acra. Sin embargo, cuando la delegación de la NCBWA llegó a Londres, no se les permitió reunirse con el Secretario de Estado porque los gobernadores coloniales de las naciones respectivas de los representantes de la NCBWA consideraban que la NCBWA era un movimiento innecesario y no representativo de los objetivos de los pueblos indígenas del África occidental británica.

### El UNIA y el NCBWA
Otro movimiento panafricano que surgió al mismo tiempo que la NCBWA fue la United Negro Improvement Association (UNIA), un movimiento panafricano liderado por Marcus Garvey que quería crear "una república negra independiente en todo el continente africano". En sus intentos por mantener su dominio entre las élites de África Occidental, la NCBWA denunció públicamente y ridiculizó la formación de la UNIA como ilegítima y peligrosa. Además, la NCBWA dijo que el punto de vista de los miembros de la UNIA era americano y por lo tanto incompatible con las luchas y necesidades de los pueblos indígenas y africanos. El principal punto de controversia entre el UNIA y el NCBWA era que el NCBWA no quería que las naciones africanas fueran independientes de sus líderes coloniales, sino que más bien quería asegurarse de que la élite de África Occidental estuviera adecuadamente representada en el gobierno colonial. Al igual que la NCBWA, la UNIA estableció sucursales en toda África Occidental para difundir su mensaje en toda la región y, en el proceso, obtuvo el apoyo de las élites de África Occidental, que de otro modo se habrían unido a la NCBWA. A pesar de las diferencias políticas y la competencia entre la UNIA y la NCBWA, sin embargo, ambas organizaciones se unieron a raíz de las dificultades económicas provocadas por la Primera Guerra Mundial para ayudar a aumentar las perspectivas económicas de los africanos en el país y en el extranjero.

### El declive de la NCBWA
La organización matriz formal de la NCBWA comenzó a declinar tras un viaje infructuoso a Londres para convencer al rey de la legitimidad de la NCBWA. Algunas de las sucursales de la NCBWA continuaron existiendo incluso después de la declinación de la organización más grande de la NCBWA. El declive de la NCBWA también se vio influido por los movimientos graduales hacia los «movimientos nacionalistas territoriales» que se centraban en promover los objetivos nacionalistas específicos de las ramas de la NCBWA en lugar de perseguir los principios generales que se aplicaban a toda el África Occidental Británica. Esta tendencia se inspiró en las medidas similares que se aplicaron en los antiguos países de África Occidental Francesa, ya que comenzaron a tener "asambleas representativas" específicas para naciones particulares en lugar de para la región más grande de África Occidental.